# Ctenoluciidae
Ctenoluciidae é uma família de peixes actinopterígeos pertencentes à ordem Characiformes. No lábio superior possuem uma membrana que pode ser estendida,e por ser altamente vascularizada permite ao animal sobreviver caso fique confinado em uma poça.